# Saint-Saud-Lacoussière

Saint-Saud-Lacoussière este o comună în departamentul Dordogne din sud-vestul Franței. În 2009 avea o populație de 864 de locuitori.

## Evoluția populației
| An        | 1975  | 1982  | 1990 | 1999 | 2006 | 2009 |
| --------- | ----- | ----- | ---- | ---- | ---- | ---- |
| Populație | 1.148 | 1.045 | 951  | 868  | 859  | 864  |